# Фридрих фон Хоенлое-Вернсберг
Фридрих фон Хоенлое-Вернсберг (на немски: Friedrich von Hohenlohe-Wernsberg; † 1290, Вернсберг, Щутгарт) е граф на Хоенлое-Вернсберг.

## Произход
Той е син на Албрехт I фон Хоенлое-Уфенхайм († сл. 1269) и втората му съпруга Уделхилд фон Берг-Шелклинген († сл. 1271), дъщеря на граф Улрих II фон Берг-Шелклинген († сл. 1268). Внук е на граф Готфрид I фон Хоенлое-Романя (1254 – 1255) и племенник на Крафт I фон Хоенлое-Вайкерсхайм († 1313). Брат е на Албрехт фон Хоенлое-Шелклинген († 1338). Полубрат е на Агнес († 1319), омъжена за бургграф Конрад II фон Нюрнберг († 1314), и на Готфрид II фон Хоенлое-Уфенхайм-Ентзе († 1290), който е баща на Готфрид III, епископ на Вюрцбург († 1322).

## Фамилия
Фридрих се жени за София фон Хенеберг († сл. 1313), дъщеря на граф Хайнрих III фон Хенеберг и първата му съпруга Елизабет фон Тек. Те имат децата:
- Хайнрих фон Хоенлое-Вернсберг († 25 октомври 1329), граф на Хоенлое-Вернсберг (1304), женен пр. 12 декември 1300 г. за Елизабет фон Хенеберг/фон Хойнбург († 29 ноември 1329), вдовица на граф Херман фон Пфанберг († сл. 1286), дъщеря на граф Улрих III фон Хойунбург († 1308) и принцеса Агнес фон Баден (1250 – 1295); нямат деца
- Фридрих фон Хоенлое († 18 май 1351), каноник в Пасау, Вюрцбург и Бамберг, приор на Св. Ганголф (1323), катедрален дякон (1327 – 1348), приор на Св. Ганголф (1329 – 1351), приор на Св. Стефан (1338 – 1343), приор на Св. Якоб в Бамберг (1350 – 1351)
- Албрехт фон Вернсберг († 22 юни), извънбрачен, в свещен орден
- Елизабет